# Дикејтер Сити (Ајова)
Дикејтер Сити (енгл. Decatur City) град је у америчкој савезној држави Ајова. По попису становништва из 2010. у њему је живело 197 становника.

## Демографија
Према попису становништва из 2010. у граду је живело 197 становника, што је -2 (-1.0%) становника више него 2000. године.
| Група             | 2000.       | 2010.       |
| Белци             | 196 (98,5%) | 187 (94,9%) |
| Афроамериканци    | 0 (0,0%)    | 0 (0,0%)    |
| Азијати           | 0 (0,0%)    | 2 (1,0%)    |
| Хиспаноамериканци | 2 (1,0%)    | 2 (1,0%)    |
| Укупно            | 199         | 197         |